# NGC 5601
NGC 5601 is een spiraalvormig sterrenstelsel in het sterrenbeeld Ossenhoeder. Het hemelobject werd op 27 maart 1867 ontdekt door de Ierse astronoom Robert Stawell Ball.

## Synoniemen
- MCG 7-30-6
- ZWG 220.9
- NPM1G +40.0352
- PGC 51370